# 839 Valborg
A 839 Valborg (ideiglenes jelöléssel 1916 AJ) a Naprendszer kisbolygóövében található aszteroida. Max Wolf fedezte fel 1916. szeptember 24-én.